# Horňa
Horňa este o comună slovacă, aflată în districtul Sobrance din regiunea Košice, pe malul râului Sobranecký Potok⁠(d). Localitatea se află la altitudinea de 144 m deasupra n.m., se întinde pe o suprafață de 6,73 km2 și în 2017 număra 346 de locuitori.

## Istoric
Localitatea Horňa este atestată documentar din 1417.

## Demografie
| An:                | 1994 | 2004   | 2014   | 2024   |
| ------------------ | ---- | ------ | ------ | ------ |
| Număr de persoane: | 382  | 388    | 355    | 325    |
| Diferență:         |      | +1,57% | −8,50% | −8,45% |

| An:                | 2023 | 2024   |
| ------------------ | ---- | ------ |
| Număr de persoane: | 322  | 325    |
| Diferență:         |      | +0,93% |